# Liste der Außenminister der Habsburgermonarchie

## Österreichische Erblande (bis 1804)
Amtsbezeichnungen (Auswahl) nach dem jährlichen österreichischen Hof- und Staats-Handbuch der Österreichisch-Ungarischen Monarchie:
- 1754: k.k. geheimer Hof- und Staatskanzler
- 1791: k.k. Haushof- und Staatskanzler der auswärtigen Geschäfte, wie auch jener der Österreichischen Niederlande und Lombardei
- 1792: k.k. geheimer Haus-, Hof- und Staatskanzler
- 1794: k.k. Zentraldirektor der auswärtigen Geschäfte
- 1795–1799: k.k. Minister der auswärtigen Geschäfte
- 1800–1804: k.k. Hof- und Staatskanzler

1. Philipp Ludwig Wenzel von Sinzendorf 1720–1742
2. Anton Corfiz von Ulfeldt 1742–1753
3. Graf Wenzel Anton von Kaunitz-Rietberg 1753–1792
4. Graf Philipp von Cobenzl 1792–1793
5. Baron Franz Maria von Thugut 1793–1800
6. Graf Ferdinand von Trauttmansdorff 1800–1801
7. Graf Johann Ludwig von Cobenzl 1801–(1805)

## Kaisertum Österreich (1804–1867)
Amtsbezeichnungen nach dem jährlichen österreichischen Hof- und Staats-Handbuch
- 1804–1805: k.k. Hof- und Staatskanzler
- 1806–1816: k.k. (Dirigirender) Minister der auswärtigen Geschäfte
- 1817–1821: k.k. (Dirigirender) Minister der auswärtigen Angelegenheiten
- 1821–1848: k.k. Haus-, Hof- und Staatskanzler
- 1848–1867: k.k. Minister des kaiserlichen Hauses und des Äußeren

1. Graf Johann Ludwig von Cobenzl (1801)–1805
2. Graf Johann Philipp von Stadion-Warthausen 1805–1809
3. Klemens Wenzel Fürst von Metternich-Winneburg 1809–1848
4. Graf Karl Ludwig von Ficquelmont 1848
5. Baron Johann Philipp von Wessenberg-Ampringen 1848
6. Felix Fürst zu Schwarzenberg 1848–1852
7. Graf Karl Ferdinand von Buol-Schauenstein 1852–1859
8. Graf Johann Bernhard von Rechberg und Rothenlöwen 1859–1864
9. Graf Alexander von Mensdorff-Pouilly 1864–1866
10. Graf Friedrich Ferdinand von Beust 1866–1867

## Österreich-Ungarn (1867–1918)
Amtsbezeichnungen nach dem jährlichen österreichischen Hof- und Staats-Handbuch. Während der Realunion mit Ungarn war der österreichisch-ungarische Außenminister auch allfälliger Vorsitzender des Gemeinsamen Ministerrats bis 31. Oktober 1918.
- 1868–1895: k.u.k. Minister des kaiserlichen Hauses und des Äußeren
- 1896–1918: k.u.k. Minister des kaiserlichen und königlichen Hauses und des Äußeren

1. Graf Friedrich Ferdinand von Beust 1867–1871
2. Graf Gyula Andrássy 1871–1879
3. Baron Heinrich Karl von Haymerle 1879–1881
4. Graf Gustav Kálnoky 1881–1895
5. Graf Agenor Goluchowski 1895–1906
6. Graf Alois Lexa von Aehrenthal 1906–1912
7. Graf Leopold von Berchtold 1912–1915
8. Stephan Burián von Rajecz 1915–1916
9. Graf Ottokar Czernin 1916–1918
10. Stephan Burián von Rajecz 1918
11. Gyula Andrássy der Jüngere 1918
12. Ludwig von Flotow, liquidierend, 2.–11. November 1918